# Smučanje prostega sloga na Zimskih olimpijskih igrah 2010 - moški kros
Smučanje prostega sloga na Zimskih olimpijskih igrah 2010 - moški kros, tekmovanje je potekalo 21. februarja 2010.

## Rezultati

### Kvalifikacije
| Poz  | Št | Tekmovalec            | Država     | Čas     |
| ---- | -- | --------------------- | ---------- | ------- |
| 1    | 4  | Michael Schmid        | Švica      | 1:12,53 |
| 2    | 6  | Christopher Del Bosco | Kanada     | 1:12,89 |
| 3    | 13 | Xavier Kuhn           | Francija   | 1:12,91 |
| 4    | 5  | Andreas Matt          | Avstrija   | 1:13,13 |
| 5    | 14 | Audun Grønvold        | Norveška   | 1:13,23 |
| 6    | 2  | Thomas Zangerl        | Avstrija   | 1:13,44 |
| 7    | 31 | Filip Flisar          | Slovenija  | 1:13,46 |
| 8    | 1  | Simon Stickl          | Nemčija    | 1:13,49 |
| 9    | 27 | Errol Kerr            | Jamajka    | 1:13,71 |
| 10   | 11 | Stanley Hayer         | Kanada     | 1:13,74 |
| 11   | 7  | Tomáš Kraus           | Češka      | 1:13,75 |
| 12   | 33 | Scott Kneller         | Avstralija | 1:13,85 |
| 13   | 20 | Enak Gavaggio         | Francija   | 1:13,90 |
| 14   | 17 | Sylvain Miaillier     | Francija   | 1:13,91 |
| 14   | 16 | Conradign Netzer      | Švica      | 1:13,91 |
| 16   | 8  | Ted Piccard           | Francija   | 1:14,10 |
| 17   | 29 | Anders Rekdal         | Norveška   | 1:14,17 |
| 18   | 12 | Casey Puckett         | ZDA        | 1:14,35 |
| 19   | 9  | Lars Lewen            | Švedska    | 1:14,44 |
| 20   | 25 | Jegor Korotkov        | Rusija     | 1:14,54 |
| 21   | 32 | Michael Forslund      | Švedska    | 1:14,66 |
| 21   | 23 | Juha Haukkala         | Finska     | 1:14,66 |
| 23   | 22 | Tommy Eliasson        | Švedska    | 1:14,73 |
| 24   | 15 | Daron Rahlves         | ZDA        | 1:14,91 |
| 25   | 10 | Davey Barr            | Kanada     | 1:14,98 |
| 26   | 21 | Hiroomi Takizava      | Japonska   | 1:15,03 |
| 27   | 19 | Richard Spalinger     | Švica      | 1:15,12 |
| 28   | 18 | Patrick Koller        | Avstrija   | 1:15,22 |
| 29   | 24 | Martin Fiala          | Nemčija    | 1:15,88 |
| 30   | 26 | Markus Wittner        | Avstrija   | 1:15,91 |
| 31   | 3  | Beni Hofer            | Švica      | 1:16,18 |
| 32   | 30 | Eric Iljans           | Švedska    | 1:16,34 |
| 33 ! | 28 | Zdeněk Šafář          | Češka      | Ods     |

### Zaključni boji

##### Osmina finala
| Poz | Št | Tekmovalec     | Država   |
| --- | -- | -------------- | -------- |
| 1   | 1  | Michael Schmid | Švica    |
| 2   | 32 | Eric Iljans    | Švedska  |
| 3   | 24 | Daron Rahlves  | ZDA      |
| 4   | 16 | Ted Piccard    | Francija |

| Poz | Št | Tekmovalec    | Država   |
| --- | -- | ------------- | -------- |
| 1   | 9  | Errol Kerr    | Jamajka  |
| 2   | 25 | Davey Barr    | Kanada   |
| 3   | 8  | Simon Stickl  | Nemčija  |
| 4   | 17 | Anders Rekdal | Norveška |

| Poz | Št | Tekmovalec        | Država   |
| --- | -- | ----------------- | -------- |
| 1   | 11 | Tomáš Kraus       | Češka    |
| 2   | 27 | Richard Spalinger | Švica    |
| 3   | 6  | Thomas Zangerl    | Avstrija |
| 4   | 19 | Lars Lewen        | Švedska  |

| Poz | Št | Tekmovalec       | Država   |
| --- | -- | ---------------- | -------- |
| 1   | 13 | Enak Gavaggio    | Francija |
| 2   | 4  | Andreas Matt     | Avstrija |
| 3   | 29 | Martin Fiala     | Nemčija  |
| 4   | 21 | Michael Forslund | Švedska  |

| Poz | Št | Tekmovalec        | Država   |
| --- | -- | ----------------- | -------- |
| 1   | 14 | Sylvain Miaillier | Francija |
| 2   | 30 | Markus Wittner    | Avstrija |
| 3   | 22 | Juha Haukkala     | Finska   |
| 4   | 3  | Xavier Kuhn       | Francija |

| Poz | Št | Tekmovalec     | Država     |
| --- | -- | -------------- | ---------- |
| 1   | 5  | Audun Grønvold | Norveška   |
| 2   | 12 | Scott Kneller  | Avstralija |
| 3   | 20 | Jegor Korotkov | Rusija     |
| 4   | 28 | Patrick Koller | Avstrija   |

| Poz | Št | Tekmovalec       | Država    |
| --- | -- | ---------------- | --------- |
| 1   | 7  | Filip Flisar     | Slovenija |
| 2   | 10 | Stanley Hayer    | Kanada    |
| 3   | 26 | Hiroomi Takizava | Japonska  |
| 4   | 18 | Casey Puckett    | ZDA       |

| Poz | Št | Tekmovalec            | Država  |
| --- | -- | --------------------- | ------- |
| 1   | 2  | Christopher Del Bosco | Kanada  |
| 2   | 23 | Tommy Eliasson        | Švedska |
| 3   | 15 | Conradign Netzer      | Švica   |
| 4   | 31 | Beni Hofer            | Švica   |

##### Četrtfinale
| Poz | Št | Tekmovalec     | Država  |
| --- | -- | -------------- | ------- |
| 1   | 1  | Michael Schmid | Švica   |
| 2   | 25 | Davey Barr     | Kanada  |
| 3   | 9  | Errol Kerr     | Jamajka |
| 4   | 32 | Eric Iljans    | Švedska |

| Poz | Št | Tekmovalec        | Država   |
| --- | -- | ----------------- | -------- |
| 1   | 13 | Enak Gavaggio     | Francija |
| 2   | 4  | Andreas Matt      | Avstrija |
| 3   | 11 | Tomáš Kraus       | Češka    |
| 4   | 27 | Richard Spalinger | Švica    |

| Poz | Št | Tekmovalec        | Država     |
| --- | -- | ----------------- | ---------- |
| 1   | 5  | Audun Grønvold    | Norveška   |
| 2   | 12 | Scott Kneller     | Avstralija |
| 3   | 14 | Sylvain Miaillier | Francija   |
| 4   | 30 | Markus Wittner    | Avstrija   |

| Poz | Št | Tekmovalec            | Država    |
| --- | -- | --------------------- | --------- |
| 1   | 2  | Christopher Del Bosco | Kanada    |
| 2   | 7  | Filip Flisar          | Slovenija |
| 3   | 23 | Tommy Eliasson        | Švedska   |
| 4   | 10 | Stanley Hayer         | Kanada    |

##### Polfinale
| Poz | Št | Tekmovalec     | Država   |
| --- | -- | -------------- | -------- |
| 1   | 1  | Michael Schmid | Švica    |
| 2   | 4  | Andreas Matt   | Avstrija |
| 3   | 25 | Davey Barr     | Kanada   |
| 4   | 13 | Enak Gavaggio  | Francija |

| Poz | Št | Tekmovalec            | Država     |
| --- | -- | --------------------- | ---------- |
| 1   | 5  | Audun Grønvold        | Norveška   |
| 2   | 2  | Christopher Del Bosco | Kanada     |
| 3   | 12 | Scott Kneller         | Avstralija |
| 4   | 7  | Filip Flisar          | Slovenija  |

##### Finale
Mali finale
| Poz | Št | Tekmovalec    | Država     |
| --- | -- | ------------- | ---------- |
| 5   | 13 | Enak Gavaggio | Francija   |
| 6   | 25 | Davey Barr    | Kanada     |
| 7   | 12 | Scott Kneller | Avstralija |
| 8   | 7  | Filip Flisar  | Slovenija  |

Finale
| Poz | Št | Tekmovalec            | Država   |
| --- | -- | --------------------- | -------- |
| 1   | 1  | Michael Schmid        | Švica    |
| 2   | 4  | Andreas Matt          | Avstrija |
| 3   | 5  | Audun Grønvold        | Norveška |
| 4   | 2  | Christopher Del Bosco | Kanada   |